# Glacier (Washington)
Pour les articles homonymes, voir Glacier (homonymie).
Glacier  est une census-designated place américaine de l'État de Washington dans le comté de Whatcom. 
La population était de 211 habitants en 2010.